# Поселёнов, Павел Александрович
Павел Александрович Поселёнов (20 марта 1967, Москва, СССР) — российский предприниматель. С июня 2017 по февраль 2021 года был президентом ГК «Инград». Поселёнов также был депутатом Московской городской думы VI созыва (2014—2019 гг.).

## Биография
Поселёнов родился 20 марта 1967 года в Москве. В 1984 году он окончил школу № 91 в Москве. В 1991 году Поселёнов закончил химический факультет МГУ, затем продолжил обучение в аспирантуре. Во время учёбы он прошёл срочную службу в армии.
С 2001 по 2007 гг. Поселёнов возглавлял промышленную страховую группу «Основа», а также был членом президиума Всероссийский союз страховщиков и председателем комитета по вопросам страхования в сфере строительства Ассоциации строителей России (АСР). В 2006 году предприниматель получил второе высшее образование по специальности «Финансы и кредит» в Межотраслевом технологическом институте. С 2008 по 2009 гг. он был генеральным директором регионального отделения «ПИК», «ПИК Северо-Запад».
В 2009 году Поселёнов стал президентом «ПИК», сменив на этом посту одного из основателей группы Кирилла Писарева. Он занимал эту должность до мая 2014 года.
В сентябре 2014 года Поселёнов избрали депутатом Московской городской думы VI созыва. На предварительные выборы Поселёнов пошёл в составе депутатской фракции «Моя Москва», а избирался от партии «Единая Россия». В Мосгордуме он входил в состав трёх комиссий: по экологической политике, по градостроительству, государственной собственности и землепользованию, а также по науке и промышленности. Поселёнов был депутатом Мосгордумы до сентября 2019 года.
В марте 2015 года предприниматель стал гендиректором строительной компании «МИЦ». В феврале 2017 года он возглавил компанию «Основа», объединившую ряд активов основателя строительной компании «Мортон» Александра Ручьёва. В июне 2017 года Поселёнов был назначен генеральным директором ГК «Инград». Газета «Коммерсантъ» дважды (2019, 2020) включала Поселёнова в рейтинг топ-менеджеров России.. В феврале 2021 года Поселёнов покинул пост президента «Инград». В апреле 2021 года стало известно, что Павел Поселенов стал генеральным директором московского дворца спорта «Мегаспорт».